# Redondeo
El redondeo es el proceso de descartar cifras en la expresión decimal (o más generalmente, posicional) de un número. Se utiliza con el fin de facilitar los cálculos o evitar dar la impresión de que se conoce un valor con mayor exactitud de la que realmente se tiene. Las aproximaciones en general se simbolizan con ≈ (U+2248), incluyendo el redondeo, como por ejemplo: √2 ≈ 1.414. En la figura de la derecha se representa la función redondeo a número entero.
Cuando se redondean los valores intermedios en un cálculo típicamente se acumulan errores de redondeo que pueden hacer variar significativamente el resultado así obtenido del resultado del cálculo exacto.

## Método estándar de redondeo
Para redondear, cualquiera sea el método, debe estar establecida por adelantado la cantidad de dígitos que han de conservarse.
El método recomendado por el NIST e ISO se puede describir con 2 reglas:
1. Se escoge el número más cercano que tenga la cantidad de dígitos significativos escogida.
2. Si hay dos números igual de cercanos, se escoge el que tiene como último dígito significativo un número par (múltiplo de 2).

| Número original | Dígitos para preservar | Resultado | Notas |
| --------------- | ---------------------- | --------- | --- |
| 13.95           | 2                      | 14        | 14 es más cercano que 13.                                                                                         |
| 13.95           | 3                      | 14.0      | 13.95 es igual de cercano a 14.0 y 13.9 así que se escoge el que tiene el último dígito significativo par -el 0-. |
| 22 805          | 2                      | 23 000    | 22 805 está más cerca de 23 000 que de 22 000                                                                     |
| 22 805          | 3                      | 22 800    | 22 805 está más cerca de 22 800 que de 22 900                                                                     |
| 22 805          | 4                      | 22 800    | 22 805 es igual de cercano a 22 800 y 22 810 así que se escoge el que tiene el último dígito significativo par.   |

## Operaciones aritméticas
- En multiplicaciones, divisiones y potencias, el resultado final tendrá el mismo número de cifras significativas que el factor que menos cifras significativas tenga. Por ejemplo:

{\displaystyle 84.25\times 22.3=1~878.775\approx 1.88\times 10^{3}}